# École de la contingence
Pour un article plus général, voir Sociologie des organisations.
 (janvier 2015).
L'école de la contingence tente de rendre compte de la manière dont se structurent les organisations en étudiant l'influence des variables de contexte sur les caractéristiques des organisations.

## Historique
L'école de la contingence (ou les théories de la contingence) regroupe les travaux de plusieurs auteurs des années 1950 aux années 1970. Les théories de la contingence technologique sont développées notamment par Woodward qui réalise des enquêtes sur le terrain de 1953 à 1957 pour analyser l'influence de la technologie sur la structure organisationnelle. Les théories de la contingence structurelle portées par Lawrence et Lorsch approfondissent les idées de Woodward, Burns et Stalker en étudiant l'environnement comme une contrainte déterminante sur la structure et les performances d'une organisation. Enfin, les théories de la contingence stratégique s'inscrivent en critique des théories de la contingence structurelle laissant une trop grande importance à l'environnement. Pour ces théoriciens, les gestionnaires d'une entreprise peuvent par leurs décisions contribuer à l'ajustement de l'organisation à son environnement.

## Principes
Une des propositions centrales de l'école de la contingence, est que les facteurs environnementaux rendraient contingentes les structures de l'organisation. Ainsi, contrairement au taylorisme qui s'engage dans la recherche normative de la bonne organisation « en soi », Henry Mintzberg, le principal représentant de l'école de la contingence, affirme que la structure est liée à la nature de l'environnement, bien qu'elle ne le soit pas de manière mécanique ou déterministe. La structure dépendant également des buts que se fixent les dirigeants. Dès lors, les mécanismes régulateurs internes d'une organisation doivent être aussi variés que l'environnement avec lequel elle doit composer. Il n'y a donc pas de structure universelle s'adaptant à toutes les situations.
Deux principes émergent : l'ajustement, pour expliquer le rapport de l'entreprise à son environnement et celui de la cohérence pour décrire le fonctionnement interne de l'organisation. Les modèles se structurent donc autour de deux ensembles de variables :
- l'environnement extérieur, c'est-à-dire le système socio-politique au sens large, les clients, les fournisseurs… ,
- la cohérence interne du système. Sur ce dernier point, Mintzberg considère que c'est la cohérence entre les sous-systèmes qui s'organisent pour maintenir certaines caractéristiques de l'organisation qui permet sa régulation.

## Limites
Michel Crozier et Erhard Friedberg ont montré qu'une des principales limites des théories de la contingence, est que le comportement stratégique des acteurs, leur autonomie y est délaissée au profit d'une analyse orientée vers le groupe. En d'autres termes, elles ne permettent pas de comprendre comment les acteurs peuvent être à la fois ceux qui construisent le système, lui assurent une certaine permanence, et lui permettent d'évoluer. D'autre part, le postulat de l'adaptabilité du système ne rend pas bien compte du caractère construit des organisations, il n'explique pas l'émergence de formes structurées, et leur survivance, autrement que par le recours implicite à des hypothèses d'adaptabilité proches d'un certain darwinisme social.

## La contingence technologique
Il s’agit d’un lien démontré statistiquement par Woodward entre la technologie maîtrisée par l’entreprise et son choix d’organisation.
4 liens sont abordés :
1. Plus la complexité technologique est élevée, plus l’étendue du contrôle par la direction, le ratio d’encadrement et le nombre de niveaux hiérarchiques augmentent.
2. Plus la complexité technologique est élevée, moins le ratio main d’œuvre production sur hors production progresse, moins la part des rémunérations sur les coûts totaux progressent.
3. Plus la complexité technologique croit plus la séparation administration/production est claire, la communication écrite augmente tout comme les procédures de contrôle.
4. À partir d’un certain degré de complexité, la relation s’inverse.

### Les travaux de Friedmann, Naville et Touraine
Ces auteurs vont faire une violente critique du Taylorisme et du Fordisme qui selon eux détruisent les compétences professionnelles.
Friedmann rédige plusieurs ouvrages dont Le travail en miettes (1956) et étudie les grandes industries de montage aux États-Unis, des secteurs administratifs ainsi que des abattoirs. Il dénonce les méthodes employés sur les salariés (chronométrage, pressions exercées par l'organisation taylorienne et fordienne) qui entraînent des pathologies, la monotonie et la fatigue des salariés. D'après lui, l'automatisation détruit le travail et l'habileté professionnelle à cause de 2 effets : la parcellisation du travail qui restreint le développement de compétences et la décomposition des tâches. L'approche de Friedman montre qu'il y a un déterminisme de la technologie sur l'organisation et le travail. Le machinisme du travail engendre une organisation du travail déqualifiante.
Naville et Touraine prolongent sa pensée en effectuant un travail de terrain pour analyser les organisations dans l'industrie.
Touraine présente une typologie en 3 phases :
- Première phase : L'ancien système de travail prédomine (système identifiable chez Renault dès 1914). Il existe une division entre le monde du travail des ouvriers et de la gestion réservée aux patrons. L'ouvrier est indépendant grâce à ses qualifications. Cela crée un équilibre de pouvoir

- Deuxième phase : Cette phase marque le développement du taylorisme et du fordisme. Les pratiques de ces deux systèmes rendent l'habilité du travail et la qualification peu essentielles au fonctionnement de la fabrication. Ce qui compte désormais c'est le rendement et le contrôle sur la vitesse d’exécution du travail. Toutefois, le travail qualifié existe à travers un déplacement de compétences de la fabrication vers l'entretien, la maintenance avec l'émergence de nouveaux métiers.

- Troisième phase : Il y a un développement de l'automatisation, de processus continus (robot, chaînes de montage) ou discontinus. Il y a accélération de la déqualification de l'ouvrier qui désormais à un rôle de surveillant. Les ouvriers qualifiés ont des activités d'entretiens.

### La technologie et les formes d'organisation de l'entreprise: Woodward et Perrow
Joan Woodward a travaillé sur le management et l'organisation industrielle en étudiant durant les années 1960 plus de 100 entreprises anglaises. Elle constate des différences importantes d'organisation, d'étendue de contrôle, de niveaux d'autorité et de modes de communications. Elle explique cette diversité d'organisation par la question de la technologie, qui selon elle est une variable explicative plus importante que l'histoire, l'appartenance à des branches différentes ou la taille des organisations.
Elle propose une typologie en 3 catégories de technologie, qui renvoie à la nature du processus technologique en lien avec le marché :
- La technologie de la production unitaire : des productions par petite quantité (exemples : prototype, gros équipements par lots etc.)

- La technologie de production en grande série

- La technologie de production continu : toute la production s'inscrit dans un processus continue (exemple : la production du gaz)

| Type structurel                       | Organisation unitaire | Organisation de masse | Organisation en process continu |
| ------------------------------------- | --------------------- | --------------------- | ------------------------------- |
| Nombre de niveaux de management       | Réduit                | Élevé                 | Élevé                           |
| Étendue du contrôle de supervision    | Étroit                | Large                 | Étroit                          |
| Ratio Managers/Effectif total         | Bas                   | Medium                | Élevé                           |
| Niveau de compétence des travailleurs | Élevé                 | Faible                | Élevé                           |
| Structure d'ensemble                  | Organique             | Mécanique             | Organique                       |

Elle défend l'idée qu'il n'y a pas une technologie plus efficace qu'une autre, pas d'organisation optimale mais que chaque entreprise à des caractéristiques propres. Elle constate que les systèmes technique de production semblables tendent à avoir des structures qui se ressemblent. Selon elle, plus on progresse d'une catégorie vers une autre (d'une production unitaire vers une production continue), plus on accroît les performances et plus l'organisation peut faire de la prévision et du contrôle.
Charles Perrow élabore une étude en Angleterre sur 46 organisations ayant des tailles très variables allant de 240 à 25 000 salariés. Pour lui, la technologie est un processus de transformation des input en output qui va déterminer la structure organisationnelle. L'activité fait face à des exceptions (variabilité) lors de l'accomplissement du travail pouvant être maîtrisées par la formalisation ou non (démarche analysable ou non analysable). De ce constat, il propose une typologie qui distingue quatre types de technologie
| Formalisation / Variabilité | Variabilité faible                                                          | Variabilité élevée                                                         |
| --------------------------- | --------------------------------------------------------------------------- | -------------------------------------------------------------------------- |
| Activité formalisable       | Activités routinières : l'organisation est plutôt formalisée et centralisée | Activités d'ingénierie : l'organisation est plutôt flexible et centralisée |
| Activité peu formalisable   | Activités artisanales : organisation décentralisée et flexible              | Activités non routinières : Organisation innovatrice                       |

## L'environnement de l'entreprise et l'organisation
Ces auteurs mettent en avant le rôle de l'environnement dans les changements de structure organisationnelle. Ils identifient des variables explicatives.

### Variabilité de l'environnement et de l'organisation: Burns et Stalker
Pour Tom Burns et George Stalker la structure d'une organisation dépend de deux facteurs externes :
- La complexité : renvoie aux difficultés pour une organisation de collecter tous les flux d'information
- L'incertitude de l'environnement : renvoie aux difficultés pour une organisation de connaitre tous les éléments de son environnement

Ils identifient deux grands types de structure :
- Les organisations mécanistes mieux adaptées à des environnements stables.
- Les organisations organiques mieux adaptées à des environnements instables

Pour ces deux auteurs il n'y a pas d'organisation optimale, seulement des organisations inefficaces qui ne s'adaptent pas à l'environnement.

### Intégration et différenciation dans l'organisation face à l’environnement: Lawrence et Lorsch
Lawrence et Lorsch étudient 10 entreprises dans 3 secteurs d'activité avec des environnements très différents. Ils se distinguent en apportant deux concepts à l'analyse de Burns et Stalker : la différenciation et l'intégration. Pour eux, l'instabilité de l'environnement va conduire les entreprises à développer des sous systèmes autonomes. L'intégration représente une unité d'effort de l'entreprise pour assurer une cohérence entre l'ensemble de ces sous systèmes autonomes.
Ainsi pour Lawrence et Lorsch les organisations n'ont pas de comportements homogènes, elles font face à des environnements turbulents qui nécessitent pour être efficace de se différencier puis d'intégrer pour coordonner.

## Organisation et stratégies: Chandler
Alfred D. Chandler met au centre de son analyse la notion de stratégie des organisations. Il définit la stratégie comme étant l’établissement d’objectifs et de moyens pour les atteindre. Cette stratégie est conditionnée par un état de l'environnement ou un stock de ressources qui vont précéder ou être les causes d'un changement de structure.
Son analyse repose sur l'observation de plusieurs grandes sociétés américaines au cours des années 1850-1920 dont : General Motors, DuPont, Standard & Oil. Il met en évidence le processus qui va conduire une entreprise à modifier sa structure interne. Sur le long terme, l'entreprise mono produit se développe avec la croissance de son marché et l'augmentation de la demande, elle recherche de nouvelles ressources et se tourne vers des partenaires extérieurs. L'augmentation de la taille de l'entreprise la contraint à décentraliser son pouvoir de décision et formaliser sa structure (se dirige vers une structure fonctionnelle). Chandler constate que le développement de nouveaux marchés et l'élargissement de la gamme va rendre l'organisation progressivement inefficace. Pour remédier à cela, elles recherchent des mécanismes de coordination pour mieux accorder les différentes activités avec des organisations de plus en plus divisionnalisées.
Il identifie deux types de structures :
- La forme M (multi-divisionnelle) : L'organisation est divisée en unités homogènes correspondant à des activités, secteurs, classes de produits ou zones géographiques. Ces divisions ont une grande autonomie dans leur gestion quotidienne. La Direction Générale planifie la stratégie et alloue des ressources entre les différentes divisions selon leurs performances. Cette forme montre une réactivité plus grande aux changements de l'environnement, une meilleure coordination entre les différentes divisions par l'atteinte des objectifs globaux et une meilleure adaptabilité aux besoins particuliers de chaque marché. Cependant, il existe plusieurs risques : la grande autonomie des divisions de l'entreprise entraîne un problème de cohérence globale lors de la création d'une nouvelle division, il peut exister des conflits autour de l'allocation des ressources entre les divisions, enfin il y a un risque de dispersion des ressources entre les différentes divisions ayant les mêmes services fonctionnels (risque de déséconomie d'échelle).
- La forme Unitaire (fonctionnelle) : Elle concerne les organisations mono produit, organisées selon les fonctions traditionnelles (production, commerciale, marketing etc.). C'est une structure qui se caractérise par une formalisation des règles de travail et une spécialisation du travail. La Direction Générale s'assure du contrôle et de la coordination des fonctions et prend les décisions stratégiques, tandis que les décisions court terme relèvent des responsables de fonction. Simple, peu coûteuse avec un faible nombre de niveaux hiérarchiques, elle est adaptée à des modes de fabrication standardisée et favorise les économies d'échelle. Cependant, cette organisation devient inefficace lorsque l'environnement devient instable ou lorsque l'entreprise élargit ses activités pour plusieurs raisons : il devient difficile de coordonner les décisions et de motiver les acteurs. En effet, la centralisation des décisions implique un traitement croissant de flux d'information avec un risque de perte de contrôle de la Direction Générale. De plus, le cloisonnement ne favorise pas la coopération, les différentes directions fonctionnelles peuvent être incitées à négliger ce qui se passe dans les autres fonctions avec un risque de tension et une réactivité plus faible pour s'adapter aux changements.

## L'approche globale de la structuration des organisations: Mintzberg
Pour étudier les organisations, il faut tenir compte des facteurs de contingence, du système de buts et des relations de pouvoir.
- Selon Mintzberg, les premières variables à prendre en compte sont relatives à la conception de la structure : la division et la coordination du travail entre opérateurs et entre les différentes unités. La coordination se fait au moyen de mécanismes formels ou reposant sur les relations interpersonnelles.
- Viennent ensuite les facteurs contingents, c’est-à-dire qui ne résultent pas d’une influence intentionnelle. Ce sont la taille et l’âge de l’organisation, le marché, l’environnement…
- Les buts se séparent en deux catégories. Les buts de système sont relatifs à l’organisation elle-même ou à ses membres. Les buts de mission visent la clientèle ou les produits. Si les buts ne provoquent pas de tensions entre les acteurs, ils seront dits intégrés. Dans le cas contraire on parlera de buts conflictuels. Enfin, selon qu’il sera possible de déterminer si un but est atteint ou non, il sera considéré comme opérationnel ou non.
- Le pouvoir peut être détenu par des acteurs externes (les propriétaires de l’entreprise, qui ne la gèrent pas eux-mêmes, le conseil d’administration) ou par des acteurs internes de l’entreprise.

### Les six configurations d’organisation de Mintzberg
En fonction de variables déterminantes – la conception de la structure, les facteurs de contingence, les buts et le pouvoir -, Mintzberg définit six configurations d'organisation. Les organisations qui s'inscrivent dans plusieurs configurations sont dites hybrides. Les configurations définies par Mintzberg sont les suivantes.
- L’autocratie ou configuration entrepreneuriale. L’autocratie est une organisation placée sous l’autorité personnelle d’un acteur unique. La personne qui contrôle cette organisation en est souvent le fondateur et le propriétaire. Les décisions sont centralisées dans les mains de ce seul acteur.
- La bureaucratie mécaniste. Max Weber utilise le terme de « Bureaucratie » pour désigner les organisations au sein desquelles le travail est fortement divisé aux niveaux horizontal et vertical. La standardisation des procédés est importante, les travailleurs sont peu qualifiés, etc. Le cas le plus typique est celui de l’entreprise de montage où le travail se fait à la chaîne. Les buts de système sont prédominants. Le pouvoir est localisé au sein du sommet hiérarchique et chez les analystes de la technostructure. L’appellation, initialement utilisée par Max Weber, a été reprise par Mintzberg qui en a tiré plusieurs variantes.
  - L’instrument : l’organisation est un instrument entre les mains des propriétaires qui détiennent la plus grande partie du pouvoir.
  - Le système clos : la hiérarchie interne et la technostructure se partagent le pouvoir.
  - La structure divisionnalisée se caractérise par une départementalisation importante.
- L’adhocratie. L’expression « ad hoc » contenue dans le terme adhocratie indique que les opérateurs travaillent en vue de répondre aux demandes spécifiques des clients en cherchant les solutions les plus adaptées. Il s’agit de buts de mission.

Ils se regroupent fréquemment en groupes de projet ou en structures matricielles.
L’adhocratie se rencontre habituellement dans des structures de petite échelle, souvent temporaires. Les comportements informels et la haute spécialisation du travail sont des caractéristiques révélatrices. Les équipes recourent à des méthodes de liaison et à l’ajustement mutuel entre leurs membres. Les groupes de projet, qui peuvent réunir les opérateurs, la ligne hiérarchique et la technostructure, prennent les décisions opératoires et managériales. Les décisions stratégiques sont prises par le sommet de la hiérarchie.
- La configuration professionnelle. Le mot-clé « professionnelle » indique que le personnel de ces organisations est très qualifié. L’organisation est structurée sur les compétences de ses opérateurs, qui les perfectionnent continuellement.
- La structure missionnaire. La cinquième configuration n’apparaît pas dans l’étude de cas. Sa caractéristique principale est le dévouement de ses membres à une cause. Les buts de mission prédominent plutôt que les buts de système.
- La structure divisionnelle. Dans leur recherche d’autonomie, les managers exercent une force pour concentrer tout le pouvoir dans leurs propres unités.

Les divisions sont fondés sur le marché et contrôlées par le centre administratif, les divisions sont autonomes mais rendent des comptes au sommet stratégique.
Le sommet stratégique définit les orientations du groupe de manière globale et gère un portefeuille d’activité mais les différentes structures divisionnelles ont une certaine autonomie et peuvent elles-mêmes définir certaines stratégies.

### Applications de ce modèle sur le terrain
À la suite de l'analyse de nombreuses organisations, Mintzberg identifie des configurations-types qui peuvent se différencier d'une configuration "pure" :
- Juxtaposition quand deux configurations sont localisées dans des parties différentes de l’organisation ;
- Superposition où on trouve les traces des deux configurations dans toute l’organisation.

Les organisations peuvent évoluer d’une configuration pure vers une autre. Au cours de ce processus, elles deviennent hybrides. Parfois le processus s’interrompt. Il s’agit alors d’un mélange de deux configurations. Celle qui prédomine est qualifiée de configuration principale ; l’autre composante de l’hybride est appelée configuration secondaire.